# KROQ
KROQ 106.7은 1972년에 생겨난 미국 캘리포니아주 로스앤젤레스에 있는 LA 최대의 록 음악 전문 라디오 방송국이다. 주파수는 FM 106.7 MHz이다. 콜사인(call sign)은 따로따로 읽어도 되며, 보통은 '케이 락'(kay rock)이라고 발음한다.
처음에는 1500 AM에서 'TOP 40'의 포맷으로 시작했고, 1968년부터 락뮤직 전문방송을 해오던 KPPC 106.7 FM를 1973년에 인수하여 KROQ-FM으로 방송사명을 변경하였다. 그리고, AM 방송국이 1978년에 팔리기 전까지는 두 방송국은 동일한 프로그램을 방송했었다.
1986년에는 바이어콤(Viacom) 자회사중 하나인 '인피니티 브로드캐스팅'(Infinity Broadcasting)이 KROQ 방송국을 인수하기 이르렀고, 그 후로는 얼터내이티브(alternative), 뉴웨이브(new wave), 뉴메틀(nu metal), 인디 아티스트(indie artist)들을 중심으로 방송을 해왔다.
1993년부터는 미서부 최대의 조인트 락뮤직 콘서트인 KROQ 위니로스트(KROQ Weenie Roast)를 개최해오고 있는 주관방송사이기도 하다. 2004년에는 HD 라디오 방송서비스를 시작했다.

## 출연진

### 현재
- Kevin and Bean (Weekday morning show, 5-10am: hosts)
- Doc on the 'ROQ (Weekday morning show: news)
- Ralph Garman (Weekday morning show: movies, celebrity voices)
- Kat Corbett (Weekdays 10am-1pm)
- Jed the Fish (Weekdays 1-4pm)
- Stryker (Monday to Thursday 4-7pm, and Friday)
- Nicole Alvarez (Weekdays 7-10pm)
- Adam Carolla and Dr. Drew (syndicated Loveline, weeknights 10pm-12am)
- John Michael (Weekends)
- Jason Bentley (Saturday 12am-3am)
- Rodney Bingenheimer (Monday 12am-3am)
- Doug the Slug aka Sluggo (various)

## 과거
- Money (1994-2005)
- Tami Heide (1991-2004)
- Richard Blade (1982-2000)
- Carson Daly (1996)
- Dusty Street (1979-89)
- Katy Manor (1983-89)
- Spacin' Scott Mason ('80s)
- Jim Trenton ("The Poorman") (1982-93)
- Sly Stone ('70s)
- Frazer Smith (1976-79)
- "Insane" Darryl Wayne (1976-81)
- The Young Marquis ('70s)
- Dr. Demento (1970-71)
- Freddy Snakeskin (1980-93)
- Raymond Banister aka Ramondo (1980-mid90s)
- Larry Woodside (1980-81)
- Swedish Eagle (1983-90)
- Jimmy Kimmel (1994-99)
- Riki Rachtman (1993-96)
- Dave Baxter aka Big Dave the KROQ Van Man (1989-1993)

## 같이 보기
- KROQ 위니로스트(KROQ Weenie Roast)
- 라디오
- 락뮤직(Rock Music)
- KIIS-FM(영어판)